# ナウエル・エステベス
ナウエル・エステベス（Nahuel Estévez, 1995年11月14日 - ）は、アルゼンチン・ブエノスアイレス出身のサッカー選手。パルマ・カルチョ1913所属。ポジションはMF。

## クラブ経歴
2014年にプリメーラB・ナシオナル (2部リーグ)のクラブ・コムニカシオネスでプロデビュー。2017年にエストゥディアンテス・デ・ラ・プラタに移籍し、即2部リーグのCAサルミエントにローン移籍。2018年より正式に加入し、2シーズンで31試合2ゴールを記録した。
2020年9月21日、スペツィア・カルチョに1年間のローン移籍で加入したことが発表された。
2021年8月25日、FCクロトーネに2022年6月までのローン移籍で加入した。
2022年7月1日、パルマ・カルチョ1913に移籍した。